# Vånevik-Granit

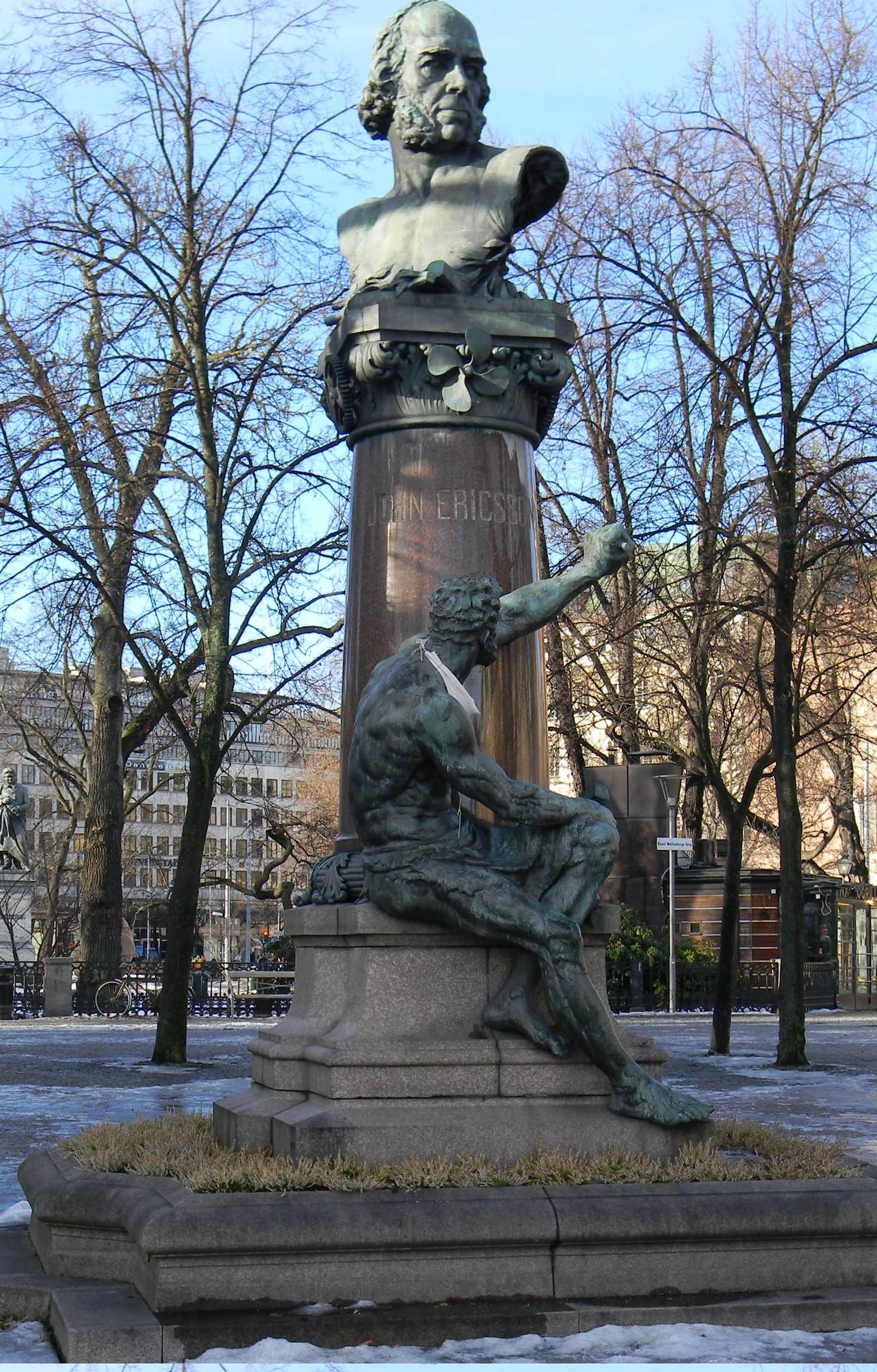
Der Sockel und die Säule des Denkmals von John Ericsson am Nybroplan in Stockholm bestehen aus Vånevik-Granit

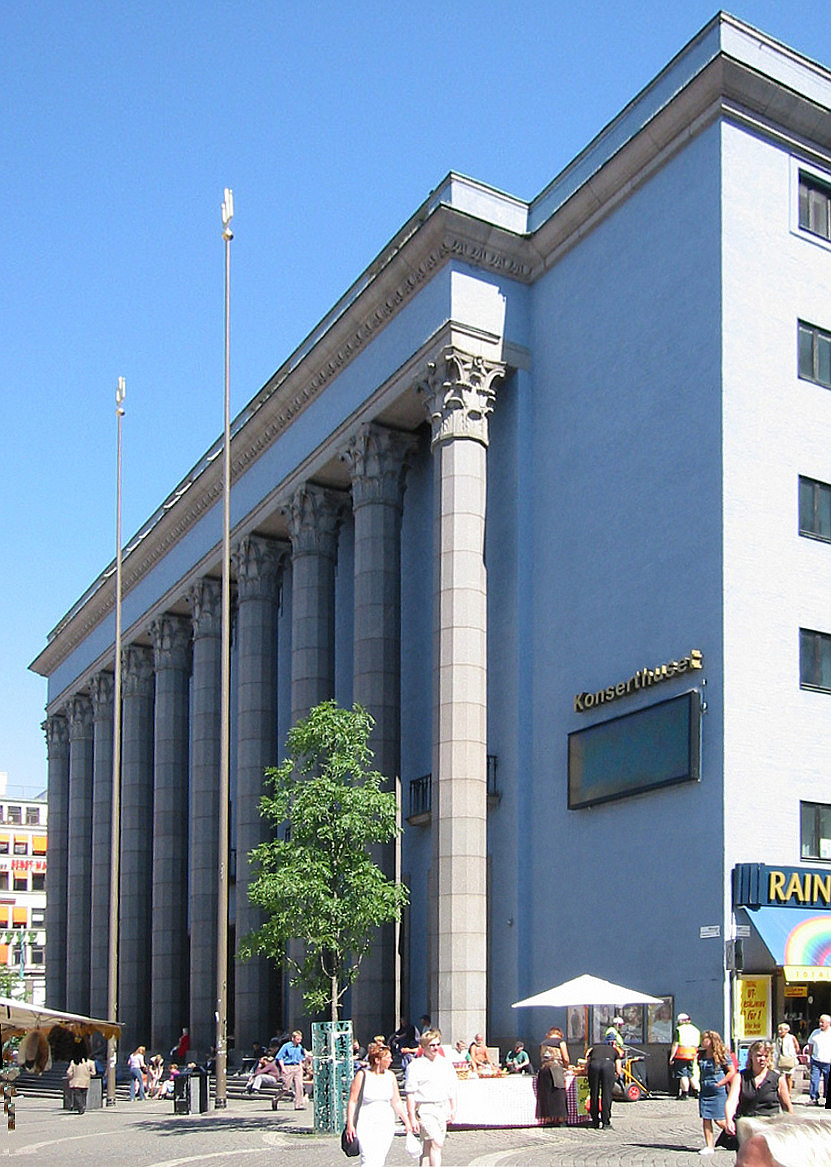
Die Säulen und das Gurtgesims des Konserthuset in Stockholm sind aus Vånevik-Granit

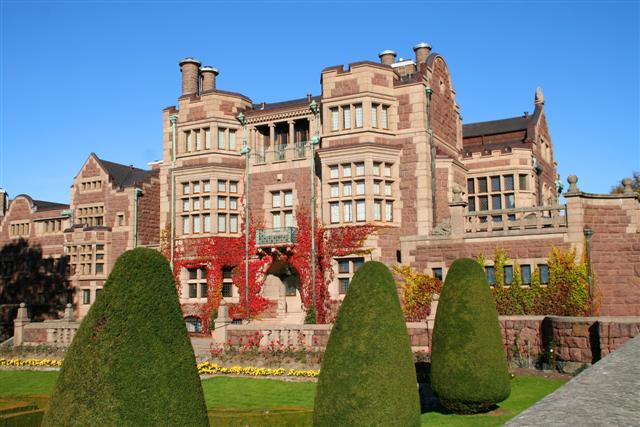
Das Schloss Tjolöholm besteht aus Vånevik-Granit

Vånevik-Granit ist ein rötlicher Granit, der bei der Ortschaft Vånevik im Småland südlich von Oskarshamn in Schweden vorkommt. Dieser Granit hat nicht nur für Schweden, sondern auch für Deutschland große kulturhistorische Bedeutung.

## Gesteinsbeschreibung
Die Farbe dieses Granits erzeugt der rotbraune Kalifeldspat und der blau gefärbte Quarz ist typisch für diesen Naturstein; hinzu kommen der dunkle Biotit, grünlicher Plagioklas und akzessorisch Titanit. Vånevik-Granit ist mittelkörnig.

## Verwendung
Vånevik-Granit ist frostfest und polierfähig. Verwendet wurde er als Werkstein im Massivbau, für Säulen, Profile, Treppen, Bodenplatten, Fensterbänke, Grabsteine und Monumente, Piedestale und Bildhauerarbeiten.
Die Säulen vor dem Stockholm Konserthus bestehen aus Vånevik-Granit und das Schloss Tjolöholm. Der Sockel der Büste Nybrohamnen im Hafen von Stockholm besteht aus Vånevik-Granit und weitere Piedestale in Deutschland.
Im Deutschen Kaiserreich war Vånevik-Granit ein weit verbreitetes Gestein auf Friedhöfen.

## Steinbruchsgeschichte
Ein deutsches Unternehmer, die Steinmetzfirma Kessel & Röhl, eröffnete 1870 in Vånevik den ersten Steinbruch und begann Steine zu brechen. Bevor der Steinbruchbetrieb in den 1950er Jahren in Vånevik zum Erliegen kam, gab es etwa 30 Steinbrüche.
Die Nachfrage nach Granit als Baumaterial war in der Zeit der Industrialisierung und in der Gründerzeit in Deutschland groß. 1903 gab es die erste Krise der schwedischen Steinindustrie, als die Exporte um 10 % zurückgingen. 1915 sank die Produktion wegen des Ersten Weltkriegs ab und eine Massenarbeitslosigkeit entstand, ca. 60 % der 14000 Steinmetzen wurden arbeitslos. Nach dem Weltkrieg besserte sich die Lage. 1929 erreichte die Ausfuhr das Niveau des Vorkriegsjahrs von 1913. Dies änderte sich mit der Großen Depression. Der schwedische Staat griff ein und subventionierte die Steinindustrie, insbesondere im Straßenbau mit Pflastersteinen aus Vånevik-Granit. 1941 gab es große Aufträge aus Nazideutschland, die Albert Speer im Auftrag von Adolf Hitler vergab, da dieser nach seinem Endsieg große Bauprojekte plante, die auch Granitvorkommen in Norwegen (wie Fjære-Granit) und Finnland betrafen. Spätestens 1944 wurde deutlich, dass diese Aufträge, die so genannten Hitler-Steine nicht abgerufen werden. Daraufhin ging die Naturstein-Produktion in Vånevik zurück, die Steinbrüche wurden geschlossen und viele Steinmetzen wanderten in andere Branchen ab.

## Sonstiges
In Vånevik befindet sich ein Steinhauermuseum über den historischen Granitabbau und ein Wanderweg durch die Steinbruchslandschaft.